# 国防挺身隊
『国防挺身隊』（こくぼうていしんたい）は、安原伸監督による自主製作映画のシリーズ作品。1991年～1993年にかけて製作。

## 概要
安原の代表作であり、元々は、TBSの『三宅裕司のえびぞり巨匠天国』向けに製作された作品である。
旧日本陸軍の兵士の格好をした「国防挺身隊」と称する三人組が、様々な「国賊」と戦うストーリーである。
第一話から第四話までと、第五話の予告編が作成された。同監督作品のオムニバスDVD「日本の総て」に収録されている。

## あらすじ
第一話「挺身隊出撃」
日本を狙う悪い外国人が、外国産の缶ジュースに偽装した罠で国民にテロ活動を行う。テロ計画を察知した挺身隊は出動し、山下公園で悪い外国人と対決するのであった……
第二話「巨大要塞を撃て」
木銃を手に、街にゴミを捨てる非国民を取り締まる挺身隊。しかし新宿副都心にて日本を破壊しようとする反政府ゲリラの攻撃兵器を発見する……
第三話「国賊議員を褒め殺せ」
右にしか曲がれない国防挺身隊が街のパトロールをしていると、川原で談合している国賊議員と地元建設業者の汚職現場に行き合ってしまうのであった。挺身隊への活動資金と誤解して、多額の現金を受け取ってしまった挺身隊であるが、実は口止め料だったとの真相に気がついて……
第四話「テロ活動を阻止せよ」
皇太子殿下のご成婚を妨害しようとする左翼ゲリラを発見した挺身隊、しかし敵は鉄パイプに迫撃弾、そして地雷原をもって対抗するのであった……
第五話「侵略者を撃て」
予告編のみ。醜悪な宇宙人の作った巨大ロボットが伊丹市を襲う！ 本編は実際には作成されなかった。

## 登場人物

### 国防挺身隊
隊長
日本の防衛のために日夜活躍する「国防挺身隊」を率いる熱血漢。外国人を憎み国産品を愛好する。階級は陸軍伍長。
上等兵
挺身隊の隊員。隊長に忠実であるが、隊長や原口へのツッコミ役でもある。
原口猛
挺身隊の隊員。一等兵。毎回後先を考えずにバンザイ突撃にて玉砕するのがパターンである。

### 敵
外国のスパイ
大量の外国製缶入り飲料で日本破壊を試みる。
八重樫議員
国賊国会議員。汚職の発覚を恐れて挺身隊を買収しようとした。
反政府ゲリラの女活動員
挺身隊の弱点を突き、巨大要塞を操って皇居を破壊しようとする。実は東京大空襲で生き別れた原口の姉であった。
岩崎
この道30年の学生プロ左翼ゲリラ活動家。迫撃弾と地雷原で皇居にゲバルトをかけようとする。

## ナレーション
劇中で挺身隊の活動を説明するのだが、異様なまでにテンションが高い。

## こぼれ話
2013年10月19日に埼玉県川越市にあるサバイバルゲームフィールド「デザートストーム川越」で開催された第二次世界大戦軍装イベント「PHS-3」で安原伸と国防挺身隊隊員が参加し、十数年ぶりの再会を果たした。